# Техану
«Техану. Последнее из сказаний о Земноморье» (англ. Tehanu: The Last Book of Earthsea) — четвёртый роман из фэнтезийного цикла «Земноморье» американской писательницы Урсулы Ле Гуин. Несмотря на название, не является последним в серии. Роман отмечен двумя наградами — премией «Локус» (1991) и «Небьюла» (1990). На русском языке книга переиздавалась 9 раз суммарным тиражом около 120 тысяч экземпляров.
По мотивам романа было создано аниме «Сказания Земноморья», заимствовавшее из оригинального произведения некоторых персонажей, но далеко отошедшее от первоисточника в сюжетном плане.

## Главные персонажи
Главными персонажами романа являются: маг Гед — центральный персонаж большей части книг по Земноморью, его подруга Тенар, ранняя жизнь которой раскрывалась в романе «Гробницы Атуана», и новый персонаж — девочка по имени Терру. Также упоминаются или задействованы в качестве второстепенных значимые для цикла герои прошлых книг — маг Огион и король Лебаннен.
- Гед / Ястреб — центральный персонаж серии, некогда могущественный архимаг, на момент начала романа «Техану» утративший свою силу и отошедший от дел.
- Тенар / Гоха — главная героиня романа «Гробницы Атуана», бывшая жрица тёмных богов, которой Гед помог сбежать и привёз на свой родной остров Гонт, когда та была ещё юной девушкой. На момент начала романа Тенар — вдова, ведущая хозяйство покойного мужа, мать двоих взрослых детей.
- Техану / Терру (Ферру в некоторых переводах) — девочка, приёмная дочь Тенар. Тело и лицо Терру изуродовано ожогами, однако в ней есть скрытая магическая сила и нечеловеческая природа, которую чувствуют некоторые персонажи.
- Огион / Айхал — старый маг, наставник и друг Геда, обучавший его с раннего детства в книге «Волшебник Земноморья».
- Лебаннен / Аррен — юный король Земноморья, друг и союзник Геда, путешествовавший вместе с ним в романе «На последнем берегу».
- Калессин — могущественный дракон «цвета железа», союзник Геда, впервые появившийся в романе «На последнем берегу».
- Аспен / Ерисен — маг, окончивший школу на острове Рокк, приспешник Коба (антагониста «На последнем берегу»), враг Тенар и Геда.

## Сюжет
Действие книги начинается немного раньше окончания предыдущего романа «На последнем берегу» и вновь возвращается к Тенар, главной героине «Гробниц Атуана». В начале рассказывается о её жизни после побега с Атуана и расставания с Гедом, выясняется, что Тенар отказалась от жизни среди аристократов Хавнора и поселилась на родине Геда — бедном острове Гонт. Некоторое время она жила с бывшим учителем Геда — магом Огионом и переняла от него некоторые познания во врачевании, хотя и она отказалась учиться у него магии. Позже она вышла замуж за местного зажиточного фермера Флинта, родила ему двух детей — мальчика и девочку, и стала известна под именем Гоха. На момент начала романа Гоха уже овдовела, её дети выросли, и она осталась одна на ферме.
Гоха берёт к себе шестилетнюю девочку, дочь бродяг, над которой жестоко надругались собственные родственники, а затем бросили в костер умирать. Девочку удалось спасти, но правая сторона лица и правая рука остались изуродованы страшными ожогами. Гоха дала девочке имя Терру (в некоторых переводах — «Ферру»), что на её родном языке означает «пламя». Некоторое время они живут вдвоем, пока их спокойная жизнь не нарушается прибытием Геда, который неожиданно прилетает на спине дракона Калессина, находясь почти что при смерти и утратив свою магическую силу. Теперь он тоже, как и некогда Тенар, решает жить обычной жизнью и заботиться о ферме.
Однако спокойная жизнь нарушается кознями злобного мага Аспена. Гед, лишенный магии, не может соперничать с ним, тогда на помощь приходит дракон Калессин, которой также открывает героям природу Терру — девочка сама оказывается драконом. Гед, Тенар и их приемная дочь остаются жить в доме Огиона, оставив ферму старшему сыну Тенар.

## Проблематика
Как и во многих зрелых работах Ле Гуин, в романе «Техану» затрагивается проблематика гендера. В мире Земноморья только мужчины могут обучаться магии и становиться магами, хотя магические способности есть и у женщин. Аналогичная проблематика затрагивается в рассказе 1998 года «Стрекоза» из сборника «Сказания Земноморья» — главная героиня рассказа мечтает овладеть магией, однако сталкивается с социально-гендерными препятствиями. В романе «Техану» ясно дается понять, что женская магия не слабее мужской, хотя иная по своей природе («есть женская Сила, чьи корни уходят в лоно земли глубже, чем корни островов; она существовала до Сотворения, она старше Луны»).
Как и в «Гробницах Атуана», действие Техану концентрируется на персонажах женского пола — Тенар и Терру. Однако если в романе «Гробницы Атуана» Тенар воплощала архетип «девы в беде», а Гед — её спасителя, то в следующем произведении роли меняются, отходя от гендерных стереотипов. Утратившего силу и эмоционального выгоревшего Геда один из персонажей характеризует как «старика, снова ставшего 15-летним мальчишкой». Финальный антагонист — маг Аспен — представляется ограниченным женоненавистником, который озлобился на Тенар за то, что её признавали выдающиеся маги и ей были доверены магические тайны.
В это время Тенар, выходящая на передний план как сложная, но сильная героиня, пытается разобраться в своей идентичности. Её колебания между двумя личностями: Гохи, вдовы и хозяйки фермы, и Тенар, бывшей жрицы, посвященной в темные магические тайны и связанной с архимагом Гедом, недвусмысленно проявляются, когда в разных ситуациях она называет себя разными именами, мыслит и действует по-разному. В первых главах автор называет свою героиню Гохой, затем, по мере развития сюжета и развития персонажа через кризисы, в авторской речи фигурирует почти исключительно Тенар.

## Восприятие
Несмотря на смену характера повествования и смещение акцентов по сравнению с первыми книгами, критики в целом положительно восприняли книгу, о чём свидетельствуют две престижные награды в фантастическом жанре — премия «Локус» и «Небьюла».
Роман является более взрослым, чем предыдущие, поскольку в центре сюжета не столько приключения, сколько переживания и проблемы людей среднего возраста. Тем не менее, как отмечает Kirkus Reviews, роман привлечет даже юных читателей благодаря своим достоинствам: поэтической прозе, вдумчивой философии, мощным метафорам и виртуозно представленному вымышленному миру.